# Laguna Cuaches
A  Laguna Cuaches  é um lago localizado na Guatemala. Localiza-se no departamento de Escuintla, Município de Guanagazapa.